# 감염성 암원

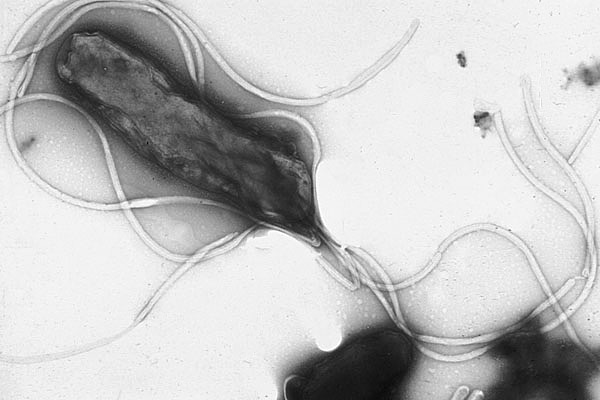
Helicobacter pylori

감염성 암원은 암을 일으키는 감염성 물질들을 의미한다. 감염으로 인한 암의 발생비율은 16.1%에 달한다. 특히 자궁경부암의 80%, 간암의 15~20%가 바이러스 감염에 의해 발생한다. 지역마다 비율에 차이가 있어서 사하라 이남 아프리카에서는 32.7%, 오스트레일리아와 뉴질랜드에서는 3.3%가 감염으로 인해 암에 걸린다. 헬리코박터 파일로리는 위암과 관련이 있으며, 마이코박테리아를 비롯해 다른 세균이나 기생충도 암을 일으킬 수 있다.
암을 일으킬 수 있는 바이러스들을 종양바이러스로 분류한다. 여기에는 자궁경부암과 비인두암을 일으키는 인간 유두종바이러스, 버킷림프종 등을 일으킬 수 있는 엡스타인-바 바이러스, 카포시육종과 원발삼출림프종을 일으킬 수 있는 KSHV, 간세포암을 일으킬 수 있는 B형 간염바이러스 및 C형 간염바이러스, 성인T세포백혈병을 일으킬 수 있는 사람T세포림프친화바이러스 1형 등이 여기 분류된다. 세균성 감염도 암을 일으킬 수 있는데, 그 대표적인 예시가 헬리코박터 파일로리이다. 기생충 역시 암을 일으킬 수 있으며, 대표적으로 방광암을 일으키는 빌하르트 주혈흡충, 간흡충류, 담관암을 일으키는 타이간흡충이 있다.

## 역학

### 미국
선진국에서 감염성 암은 발병률의 약 30%를 차지하는 담배, 30%를 차지하는 식습관, 15%를 차지하는 비만에 이어 대략 10%의 발병률을 차지하여 네 번째로 가장 흔한 원인이 된다. 미국인의 22.5%가 암에 의해 사망하므로, 결국 전체 사망률의 2%가 감염성 암으로 사망하는 것이다. 이는 미국인 사망률의 2.1%를 유발하는 인플루엔자, 폐렴과 맞먹는 수준이다.

### 전세계에서
2015년, 전 세계의 암 환자를 봤을 때 매년 폐암으로 160만명이, 간암으로 74만5000명이, 위암으로 72만3000명이 사망하였다. 이들 중 폐암은 담배연기 등 비감염적인 원인에 기인한다. 그러나 간암과 위암은 주로 감염성 원인에 기인한다. 간암은 B형 간염바이러스와 C형 간염바이러스에 의해 생기는 경우가 많고, 위암은 헬리코박터 파일로리에 의한 경우가 많다. 전세계적으로 봤을 때 B형 간염바이러스나 C형 간염바이러스에 만성적으로 감염된 사람은 대략 3억 2천 5백만 명으로 조사된다. 또한 전 세계 인구의 절반 이상이 헬리코박터 파일로리에 감염되었는데, 이들의 1~2%가 위암에 걸린다.

## 바이러스
바이러스는 암을 일으키는 가장 큰 원인들 중 하나이다. B형 간염 환자들 200명 중 1명이 간암에 걸리는데, 아시아에서 발병률이 더 높고 북아메리카에서 더 낮다. C형 간염 환자들 중에서는 45명 중 1명이 간암에 걸린다. 또한 감염성 암의 5.2%는 인간 유두종바이러스 감염에 의해 발생하는 것으로 드러났다.

## 세균
암을 일으키는 가장 대표적인 세균은 헬리코박터 파일로리로, 위암을 일으킨다. 국가마다 그 수치는 다르나, 비감염 인구는 0.13%만 위암에 걸리는데 비해 감염된 인구는 1~3%가 위암으로 발전한다. 헬리코박터균 감염으로 인한 사망률은 2018년 전 세계 암으로 인한 사망률의 3번째에 위치한다.

## 기생충
빌하르트 주혈흡충이 일으키는 주혈흡충증은 방광암으로 발전할 가능성이 높다.

## 같이 보기
- 배리 마셜
- 하랄트 추어 하우젠
- 프랜시스 페이턴 라우스

## 참고 문헌
- Cornwall, Claudia M. Catching cancer : the quest for its viral and bacterial causes. Lanham: Rowman & Littlefield Publishers, 2013.
- Pelini P (2016). “Tumor and metastases to the lung caused by the bacterium Pseudomonas”. doi:10.6084/M9.FIGSHARE.3382954.